# Erodium birandianum
Erodium birandianum là một loài thực vật có hoa trong họ Mỏ hạc. Loài này được Ilarslan & Yurdak. mô tả khoa học đầu tiên năm 1994.